# Бережанський краєзнавчий музей
Бережа́нський краєзна́вчий музе́й — музей у місті Бережанах Тернопільської області в Україні.
Бережанський краєзнавчий музей розпочав своє функціонування 20 вересня 1980 року, відновивши тим самим музейну діяльність у місті після 55-річної перерви.
Організатором вважається краєзнавець Степан Дудар, який згодом став Почесним громадянином м. Бережан. Завдяки йому та іншим співорганізаторам в історичній будівлі міської ратуші та Бережанської гімназії працює потужний центр культурно-освітнього та мистецького життя регіону.
Експозиція Бережанського краєзнавчого музею містить відомості про історичні, етнографічні, природничі особливості розвитку нашого краю від найдавніших часів до сучасності. На сьогодні у предметній класифікації загального фонду музею налічується понад 30 тис. експонатів.
До реконструкції музей розміщувався у 16 залах. Площа музейної території становить 917 кв.м., в тому числі, експозиційна площа — 751 кв.м.
При музеї створено і успішно функціонують товариство «Лемківщина» (голова Г. Проців), гурток «Лемкиня» (голова Т. Тремба), клуб вишивальниць (голова Т. Дубіч), гурток писанкарства (керівник Т. Дубіч), Бережанський міський клуб «Колекціонер» (голова О. Караневич), Бережанське міське товариство АсФУ (голова О. Поливко).  Заклад плідно співпрацює з Туристично-інформаційним центром, місцевим осередком Союзу Українок, кластером сільського туризму «Мальовнича Бережанщина» та іншими організаціями.
Тут збираються майстри традиційного народного мистецтва та дійсні члени національної спілки народних майстрів України. Їхні роботи експонувалися у Бережанах, Тернополі, Запоріжжі, Києві, Франції, Канаді, Японії.
Заклад плідно співпрацює з місцевим осередком Союзу Українок, кластером сільського туризму «Мальовнича Бережанщина», Бережанською міською громадською організацією «Рідне місто» та іншими організаціями.
Працівниками музею проводять чимало заходів, які носять культурно-просвітній характер, сприяють вихованню шкільної молоді та юнацтва в дусі патріотизму та всебічного розвитку.
Тут надаються наукові консультації по краєзнавству, етнології, етнографії тощо. Щорічно музей проводить 2-3 наукові конференції, учасниками яких є всі зацікавлені Бережанці, учнівська молодь. Доповідачами є місцеві науковці і краєзнавці, дослідники з Тернополя, Львова, Івано-Франківська, Луцька, Чернівців, Києва та інших міст. Із середини 90-х років робота музею особливо активізувалася: стали влаштовуватися краєзнавчі дні сіл, зустрічі з почесними громадянами Бережан, ювілейні урочини шанованих у місті людей. Традиційними стали образотворчі виставки місцевих художників та митців з-закордону. Ось деякі з них: у 1995 р. в музеї експонувалися монотипії А. Ясіновського, наступного року було організовано представлення вишивок бережанських вишивальниць і живопису І. Крука під загальною назвою «У вінок Кобзареві», у 1997 р. відбулися цікаві образотворчі вернісажі за участі сестер-художниць зі США Аки Перейми і Тетяни Осадци та ін. Про успішну роботу краєзнавчого музею свідчить те, що він тричі визнавався «Найкращим музеєм області»: у 2000, 2004 та 2005 роках.
Музей є активним у розвитку фестивальної культури, учасником Європейського проекту «Ніч в музеї», тут проводять багато інтерактивних ігор, квестів та майстер-класів для дітей та молоді.
Краєзнавчий музей міста завжди радо вітає і гостинно зустрічає всіх, хто хоче познайомитися з історичним минулим нашого регіону, отримати нові враження, знову відкрити для себе, здавалося б, такі знайомі сторінки історії. Щиро запрошуємо Вас відвідати наш музей.
Музей знаходиться в приміщенні Бережанської ратуші, що споруджена в 1803 році. Найцікавішими є експозиції залів природи, археології, Середньовіччя та козацької доби на Бережанщині , Бережанська гімназія: центр науки, культури і освіти, Українського побуту та ремесла, Літературної Бережанщини, І Світової Війни та Січових Стрільців, історії "Пласту", Другої Світової Війни та УПА, культурно-мистецького життя Бережанщини, Національного Відродження. Також є музейна кімната "Історія, побут та культура депортованих українців з Надсяння, Підляшшя, Холмщини та Лемківщини 1944–1946 рр." та інші.

## Галерея

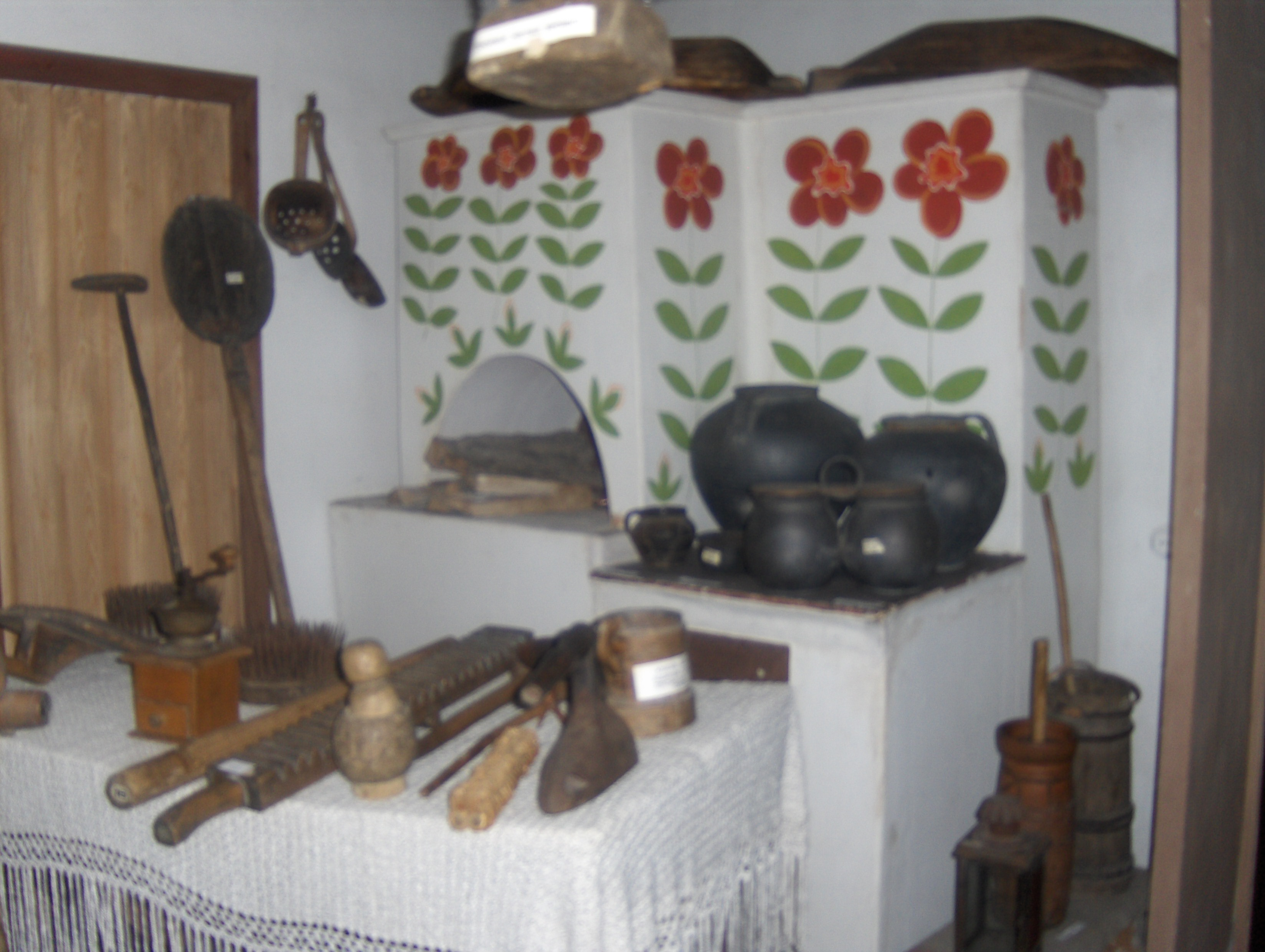